# Abaza Mehmed Pascià
Abaza Mehmed Pascià (in turco: Abaza Mehmed Paşa, in abkhazo: Меҳмеҭ Росҭом-иҧа Лакырба) (1576 – 23 agosto 1634) è stato un politico e militare ottomano.
Fu il fautore della ribellione di Abaza, che da lui prende il nome, dopo aver ricoperto il ruolo di beylerbey dell'Eyalet di Bosnia  nel 1628-1631. Fu giustiziato dal sultano Murat IV nel 1634.

## Primi anni
Abaza era originariamente uno schiavo di origine abkhaza. Non si sa molto della sua famiglia.

## Biografia

### Tesoriere di Aleppo
Ha iniziato la sua carriera come tesoriere di Ali Janbulad, Pascià di Aleppo.

### Ribellione di Janbulad
Nel 1607, fu catturato per il suo ruolo nella ribellione di Janbulad dal Gran Visir Kuyucu Murad Pascià nella pianura dell'Amik. Tuttavia il tempestivo intervento di Agha Damat Halil Pascià gli salvò la vita.

### Alle dipendenze del Gran Visir Agha Damat Halil Pascià
Abaza salì di grado diventando governatore di Aleppo e Marash. Successivamente divenne governatore di Erzurum. Nel 1617, il suo protettore Damat Halil Pascià fu nominato Gran Visir, aprendogli così diverse porte.

### Rivolte Celali
A causa del costante stato di guerra nell'Anatolia orientale, i giannizzeri si sollevarono in tutta la regione. Questo, insieme all'attrito tra nativi e giannizzeri; e l'assassinio di Osman II, portò la popolazione capeggiata da Abaza a rivoltarsi contro i giannizzeri. Nel 1624 si unì alla ribellione Celali sterminando diversi giannizzeri. Impostò il suo esercito verso Istanbul, per completare l'obiettivo. Con una forza di 30.000 cittadini comuni, catturò Sivas. Assediò Ankara e Bursa, mentre in quest'ultima non ebbe molto successo. Si ritirò a Niğde. Ha poi usato Erzurum come quartier generale per i ribelli. Il 16 settembre 1628, il nuovo Gran Visir Gazi Hüsrev Pascià assediò il castello di Erzurum. Nel giro di due settimane, Abaza fu costretto ad arrendersi.

### Cattura
Dopo la sua sconfitta, Abaza avrebbe dovuto essere giustiziato al ritorno a Istanbul. Tuttavia la sua intelligenza e il suo coraggio impressionarono Murad IV e fu graziato.

### Governatore della Bosnia
Gli fu conferito l'incarico di governatore della Bosnia ottomana (Eyalet di Bosnia) il 22 settembre 1628.

### Campagna polacca
Nel 1633, Murad IV ordinò ad Abaza di invadere la Polonia, in quanto i polacchi non rispettarono i termini del trattato. Ha incontrato le truppe di Crimea, Valacchia e Moldavia a Vidin (nell'attuale Bulgaria). L'inviato polacco Trebzinski ha chiesto la pace e l'accordo per un tributo annuale alla Porta e la demolizione dei forti del fiume Dniester.

## Esecuzione
Nonostante i suoi successi, il sultano sospettava che fosse un ribelle. In una disputa tra greci e armeni, fu giustiziato sulla base del fatto che prendeva tangenti dagli armeni e forniva loro interessi. Fu sepolto presso la tomba di Kuyucu Murad Pascià.